# Bledius cribricollis
Bledius cribricollis är en skalbaggsart som beskrevs av Oswald Heer 1839. Bledius cribricollis ingår i släktet Bledius och familjen kortvingar. Arten har ej påträffats i Sverige. Inga underarter finns listade i Catalogue of Life.